# Shrek Den Lykkelige
Shrek Den Lykkelige, originaltitel Shrek Forever After, tidligere Shrek Goes Fourth og også kendt som Shrek 4, Shrek 4Ever After, og Shrek: The Final Chapter, er en animeret film, der havde premiere den 21. maj 2010 i USA og den 8. juli i Danmark. Tim Sullivan har skrevet manuskriptet og Mike Mitchell er instruktør.
Filmen er fortsættelsen til Shrek, Shrek 2 og Shrek den Tredje.

## Medvirkende
| Rolle              | Engelsk version     | Dansk version            |
| ------------------ | ------------------- | ------------------------ |
| Shrek              | Mike Myers          | Amin Jensen              |
| Æsel               | Eddie Murphy        | Jan Gintberg             |
| Fiona              | Cameron Diaz        | Mille Hoffmeyer Lehfeldt |
| Den Bestøvlede Kat | Antonio Banderas    | Kristian Boland          |
| Kagemand           | Conrad Vernon       | Lars Thiesgaard          |
| Pinocchio          | Cody Cameron        | Peter Røschke            |
| Ulven              | Aron Warner         | Peter Zhelder            |
| De tre blinde mus  | Christopher Knights | Henrik Koefoed           |
| De tre små grise   | Cody Cameron        | Henrik Koefoed           |
| Rumleskaft         | Walt Dohrn          | Thure Lindhardt          |
| Tryllespejlet      | Chris Miller        | Lars Thiesgaard          |